# Lake Boga
Lake Boga är en sjö i Australien. Den ligger i delstaten Victoria, omkring 290 kilometer nordväst om delstatshuvudstaden Melbourne. Lake Boga ligger 69 meter över havet. Arean är 9,2 kvadratkilometer. Den sträcker sig 3,9 kilometer i nord-sydlig riktning, och 3,2 kilometer i öst-västlig riktning.
Trakten runt Lake Boga består till största delen av jordbruksmark. Trakten runt Lake Boga är nära nog obefolkad, med mindre än två invånare per kvadratkilometer. Genomsnittlig årsnederbörd är 353 millimeter. Den regnigaste månaden är februari, med i genomsnitt 56 mm nederbörd, och den torraste är november, med 8 mm nederbörd.